# 徳平路駅
座標: 北緯31度14分51秒 東経121度33分34秒 / 北緯31.24750度 東経121.55944度
徳平路駅（とくへいろえき）は中華人民共和国上海市浦東新区に位置する上海地下鉄6号線の駅である。

## 駅構造
- 相対式ホーム2面2線を有する地下駅。
- 駅構内は薄い珈琲色を基調にしている。

## 歴史
- 2007年12月29日 - 開業。

## 隣の駅
上海軌道交通
■6号線
雲山路駅 - 徳平路駅 - 北洋涇路駅